# Iglice
Iglice is een dorp in de Poolse woiwodschap West-Pommeren. De plaats maakt deel uit van de gemeente Resko.